# ホルベルト・カブレラ
ホルベルト・アレクシス・カブレラ（Jolbert Alexis Cabrera, 1972年12月8日 - ）は、コロンビアのボリーバル県カルタヘナ出身の元プロ野球選手（ユーティリティ・プレイヤー）。右投右打。
オーランド・カブレラは弟。

## 経歴

### エクスポズ傘下時代
1990年7月3日に、モントリオール・エクスポズと契約を結びプロ入りを果たした。
1991年は、A級サムター・フラヤーズで101試合に出場し、1本塁打20打点10盗塁、打率.204だった。
1992年は、A級オールバニ・ポールキャッツで118試合に出場し、23打点22盗塁、打率.228だった。
1993年は、A級バーリントン・ビーズで128試合に出場し、38打点31盗塁、打率.254だった。
1994年は、A+級ウエストパームビーチ・エクスポズとAA級ハリスバーグ・セネターズでプレーした。A+級ウエストパームビーチでは83試合に出場し、13打点7盗塁、打率.203だった。
1995年も、A+級ウエストパームビーチとAA級ハリスバーグでプレーした。A+級ウエストパームビーチでは103試合に出場し、1本塁打25打点19盗塁、打率.286だった。
1996年は、AA級ハリスバーグで107試合に出場し、3本塁打29打点10盗塁、打率.285だった。
1997年は、AA級ハリスバーグとAAA級オタワ・リンクスでプレー。AAA級オタワでは68試合に出場し、12打点15盗塁、打率.283だった。10月17日にFAとなった。

### インディアンス時代
1998年1月19日に、クリーブランド・インディアンスと契約を結んだ。4月12日のアナハイム・エンゼルス戦でメジャーデビューを果たした。5回裏から遊撃の守備に就き、2打数無安打1三振に終わった。この年は1試合の出場にとどまった。
1999年は、30試合に出場し、打率.189だった。
2000年は、100試合に出場し、2本塁打15打点6盗塁、打率.251だった。
2001年は、141試合に出場し、1本塁打38打点10盗塁、打率.261だった。
2002年3月1日に、インディアンスと1年契約に合意したが、3月25日に15日間の故障者リスト入りした。5月2日に故障者リストから外れたが、6月4日にAAA級バッファロー・バイソンズへ降格。6月16日に再昇格したが、7月11日に再びAAA級バッファローへ降格した。インディアンスでは38試合に出場し、打率.111だった。

### ドジャース時代
2002年7月22日に、ランス・カラッチョリとのトレードでロサンゼルス・ドジャースへ移籍。AAA級ラスベガス・フィフティワンズでプレーしていたが、8月24日にメジャーへ昇格。10試合に出場し、打率.333だった。オフの12月14日にドジャースと1年契約に合意した。
2003年は、128試合に出場し、6本塁打37打点6盗塁、打率.282だった。
2004年1月31日に、ドジャースと1年契約に合意した。

### マリナーズ時代
2004年4月3日に、ライアン・ケッチナーとのトレードでシアトル・マリナーズへ移籍した。レギュラーとして113試合に出場した。打率2割7分、6本塁打と打撃面での派手さはないが、内外野もこなせるユーティリティープレーヤーで、この年も投手と捕手を除くすべてのポジションを守り、守備面でもわずか6失策に留めた。

### ソフトバンク時代
2005年1月4日に、前年度オフに井口資仁が退団し、二塁を守れる選手の獲得が急務となっていた福岡ソフトバンクホークスと契約を結んだ。送球にやや難があり、打撃に専念させる目的でシーズン途中からは外野手での出場が専らだったが、シーズンを通してコンスタントに成績を残し、打率.297と健闘した。本塁打数こそ8本塁打に留まったものの、米大リーグでのポストシーズン出場の経験を活かし、プレーオフでは2本塁打と二塁打3本を放つ活躍をした。
オフには、若手育成を理由に同期入団のトニー・バティスタ、ペドロ・フェリシアーノが僅か1年で解雇される中で残留した。
2006年は、開幕からスタメン出場を果たした。左翼守備は無難で肩も悪くなかったものの、シーズン中に病気で1度戦列を離れたのに加えて、明らかに長打を狙った打撃で調子を崩した。オフの10月14日に、球団側が来期の契約は結ばないことを発表された。11月15日に解雇通告を受けた。

### カージナルス傘下時代
2007年1月11日に、セントルイス・カージナルスとマイナー契約を結んだ。AAA級メンフィス・レッドバーズとA+級パームビーチ・カージナルスでプレー。AAA級メンフィスでは45試合に出場し、2本塁打8打点、打率.231だった。8月14日に放出された。

### ロッキーズ傘下時代
2007年8月16日に、コロラド・ロッキーズとマイナー契約を結んだ。AAA級コロラドスプリングス・スカイソックスで19試合に出場し、2本塁打13打点、打率.329だった。オフの10月29日にFAとなった。

### レッズ時代
2007年12月18日に、シンシナティ・レッズとマイナー契約を結んだ。
2008年6月10日に、レッズとメジャー契約を結んだ。6月21日に15日間の故障者リスト入りし、7月17日に復帰した。この年は48試合に出場し、3本塁打12打点2盗塁、打率.252だった。オフの10月7日にFAとなった。

### オリオールズ傘下時代
2009年1月12日に、ボルチモア・オリオールズとマイナー契約を結んだ。AAA級ノーフォーク・タイズで78試合に出場し、打率.262、7本塁打、50打点、9盗塁だった。11月9日にFAとなった。

### メキシカンリーグ時代
2010年1月15日に、ニューヨーク・メッツとマイナー契約を結んだが、3月28日に放出された。その後、メキシカンリーグのオアハカ・ウォーリアーズに入団した。83試合に出場し、打率.364、10本塁打、63打点、9盗塁だった。
2011年はメキシカンリーグのカンペチェ・パイレーツで99試合に出場し、打率.300、19本塁打、74打点、2盗塁だった。
2012年は、プエブラ・パロッツで10試合に出場し、打率.147、本塁打、3打点だった。オフには39歳ながら第3回WBC予選のコロンビア代表に選出された。
2013年3月20日にピッツバーグ・パイレーツとマイナー契約を結んだが、5月2日に放出された。

### 現役引退後
2016年にサンフランシスコ・ジャイアンツ傘下ルーキー級AZLジャイアンツの打撃コーチに就任し、2017年はジャイアンツ傘下ショートシーズンA級セーラム＝カイザー・ボルケーノスの監督を務めた。

## 選手としての特徴・人物
内外野をこなすことができる選手。MLBでは投手、捕手以外すべてのポジションを経験している。ソフトバンク在籍1年目の2005年には前半戦は内野手、後半戦は外野手として出場した。打撃では広角に打ち分けることができる。
明るい性格でチームの人気者だった。

## 詳細情報

### 年度別打撃成績
| 年 度    | 球 団        | 試 合 | 打 席 | 打 数 | 得 点 | 安 打 | 二 塁 打 | 三 塁 打 | 本 塁 打 | 塁 打 | 打 点 | 盗 塁 | 盗 塁 死 | 犠 打 | 犠 飛 | 四 球 | 敬 遠 | 死 球 | 三 振 | 併 殺 打 | 打 率 | 出 塁 率 | 長 打 率 | O P S |
| -------- | ------------ | ----- | ----- | ----- | ----- | ----- | -------- | -------- | -------- | ----- | ----- | ----- | -------- | ----- | ----- | ----- | ----- | ----- | ----- | -------- | ----- | -------- | -------- | ----- |
| 1998     | CLE          | 1     | 2     | 2     | 0     | 0     | 0        | 0        | 0        | 0     | 0     | 0     | 0        | 0     | 0     | 0     | 0     | 0     | 1     | 0        | .000  | .000     | .000     | .000  |
| 1999     | CLE          | 30    | 39    | 37    | 6     | 7     | 1        | 0        | 0        | 8     | 0     | 3     | 0        | 0     | 0     | 1     | 0     | 1     | 8     | 1        | .189  | .231     | .216     | .447  |
| 2000     | CLE          | 100   | 187   | 175   | 27    | 44    | 3        | 1        | 2        | 55    | 15    | 6     | 4        | 1     | 1     | 8     | 0     | 2     | 15    | 1        | .251  | .290     | .314     | .605  |
| 2001     | CLE          | 141   | 312   | 287   | 50    | 75    | 16       | 3        | 1        | 100   | 38    | 10    | 4        | 1     | 2     | 16    | 0     | 6     | 41    | 4        | .261  | .312     | .348     | .660  |
| 2002     | CLE          | 38    | 79    | 72    | 5     | 8     | 1        | 0        | 0        | 9     | 7     | 1     | 1        | 0     | 1     | 5     | 0     | 1     | 13    | 3        | .111  | .177     | .125     | .302  |
| 2002     | LAD          | 10    | 15    | 12    | 3     | 4     | 1        | 0        | 0        | 5     | 1     | 0     | 0        | 1     | 0     | 2     | 0     | 0     | 2     | 0        | .333  | .429     | .417     | .845  |
| '02計    | LAD          | 48    | 94    | 84    | 8     | 12    | 2        | 0        | 0        | 14    | 8     | 1     | 1        | 1     | 1     | 7     | 0     | 1     | 15    | 3        | .143  | .215     | .167     | .382  |
| 2003     | LAD          | 128   | 380   | 347   | 43    | 98    | 32       | 2        | 6        | 152   | 37    | 6     | 4        | 3     | 3     | 17    | 3     | 10    | 62    | 10       | .282  | .332     | .438     | .770  |
| 2004     | SEA          | 113   | 391   | 359   | 38    | 97    | 19       | 2        | 6        | 138   | 47    | 10    | 3        | 3     | 5     | 16    | 1     | 8     | 70    | 13       | .270  | .312     | .384     | .696  |
| 2005     | ソフトバンク | 131   | 505   | 454   | 53    | 135   | 23       | 1        | 8        | 184   | 58    | 3     | 7        | 2     | 4     | 41    | 6     | 4     | 78    | 17       | .297  | .358     | .405     | .763  |
| 2006     | ソフトバンク | 90    | 375   | 342   | 41    | 89    | 21       | 1        | 8        | 136   | 50    | 6     | 1        | 0     | 4     | 24    | 0     | 5     | 52    | 11       | .260  | .315     | .398     | .712  |
| 2008     | CIN          | 48    | 126   | 115   | 17    | 29    | 6        | 1        | 3        | 46    | 12    | 2     | 0        | 0     | 1     | 8     | 1     | 2     | 29    | 3        | .252  | .310     | .400     | .710  |
| MLB：8年 | MLB：8年     | 609   | 1531  | 1406  | 189   | 362   | 79       | 9        | 18       | 513   | 157   | 38    | 16       | 9     | 13    | 73    | 5     | 30    | 241   | 35       | .257  | .306     | .365     | .670  |
| NPB：2年 | NPB：2年     | 221   | 880   | 796   | 94    | 224   | 44       | 2        | 16       | 320   | 108   | 9     | 8        | 2     | 8     | 65    | 6     | 9     | 130   | 28       | .281  | .339     | .402     | .741  |

### 記録
NPB
- 初出場・初先発出場：2005年3月26日、対北海道日本ハムファイターズ1回戦（福岡Yahoo! JAPANドーム）、7番・二塁手で先発出場
- 初打席：同上、1回裏にカルロス・ミラバルから三塁ゴロ
- 初安打：同上、7回裏にカルロス・ミラバルから左越二塁打
- 初打点：2005年3月27日、対北海道日本ハムファイターズ2回戦（福岡Yahoo! JAPANドーム）、3回裏にブラッド・トーマスから押し出し死球
- 初本塁打：2005年4月2日、対千葉ロッテマリーンズ2回戦（千葉マリンスタジアム）、4回表に渡辺俊介から左越ソロ
- 初盗塁：2005年4月13日、対東北楽天ゴールデンイーグルス6回戦（フルキャストスタジアム宮城）、2回表に二盗（投手：ケビン・ホッジス、捕手：長坂健冶）

### 背番号
- 6 （1998年 - 2001年）
- 10 （2002年）
- 50 （2002年）
- 6 （2003年）
- 12 （2004年）
- 30 （2005年 - 2006年）
- 54 （2008年）

### 代表歴
- 2013 ワールド・ベースボール・クラシック・コロンビア代表